# Герб Порту-де-Моша
Ге́рб По́рту-де-Мо́ша — офіційний символ містечка Порту-де-Мош, Португалія. Використовується як територіальний герб. У червоному щиті срібний замок з трьома баштами, червоними вікнами і брамою. На бокових баштах два зелених дерева із чорними стовбурами. У главі щита, по боках дерев, дві срібні восьмикутні зірки. У нижній частині щита два срібних жорна (порт. mós), на яких сидять два срібні рибалочки, обренені до центру. Між жорнами три золоті виноградні листки. Щит увінчує срібна мурована містечкова корона з чотирма вежами.  Під щитом біла стрічка, на якій великими літерами напис португальською: «vila de Porto de Mós» (містечко Порту-де-Мош).  Офіційно затверджений 14 червня 1986 року.  

## Галерея

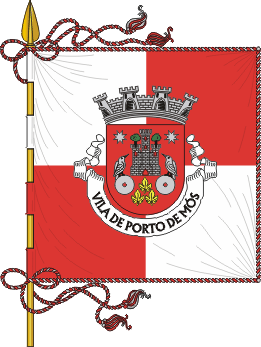
Прапор